# Mauricio Aspe
Edgar Mauricio Aspe López, (Ciudad de México, 25 de julio de 1973) conocido simplemente como Maurico Aspe, es un actor mexicano de televisión, conocido por el mundo de las telenovelas.

## Primeros años
Édgar Mauricio Aspe López nació el 25 de julio de 1973 en Ciudad de México. Comenzó su carrera como actor a la edad de seis años como modelo en comerciales imitando a su hermano quien era modelo. 
A los doce años, se inclinó por el mundo de la actuación dejando atrás el modelaje. A los diecisiete años se inscribió en la escuela de actuación de Televisa, donde conoció a su futura esposa, la actriz Margarita Magaña. 

## Carrera
Su primer papel lo consiguió en la telenovela María la del barrio (1995), versión de Los ricos también lloran, quienes estuvieron a cargo de los productores Angelli Nesma y Valentín Pimstein, en dicha producción compartió roles con Thalía y Fernando Colunga.
La carrera de Mauricio empezaría a ver cómo se le abrían todas las puertas, ya que su gran desenvoltura y su carisma hacían que cada productor le diera la oportunidad de participar en diversas producciones de Televisa.
En 2006, fue convocado por los productores venezolanos para encarnar al malvado Ricardo y hacerle la vida imposible a Scarlet Ortiz y Jorge Aravena en Mi vida eres tú.
En 2006, Mauricio viaja a Miami para formar parte del elenco de Las dos caras de Ana de Lucero Suárez, telenovela de Televisa en colaboración con Fonovideo junto a Ana Layevska con la que ya había trabajado en Primer amor a mil x hora y en La madrastra.
En 2007 formó parte del elenco de la telenovela colombiana Madre Luna, compartiendo roles con Arap Bethke y Alex Sirvent.
En 2008 Mauricio formó parte del elenco de la telenovela Querida enemiga de la productora Lucero Suárez junto a Ana Layevska, Gabriel Soto y María Rubio y realizó una participación especial en la telenovela Cuidado con el ángel de Nathalie Lartilleux.
También ha participado en la obra de teatro Aventurera y le gustaría algún día actuar en cine aunque por el momento no se le ha presentado la oportunidad.
En 2009 participó en la serie Adictos interpretando a un adicto al table dance.
En 2010 emigra a TV Azteca participando en la telenovela Entre el amor y el deseo en el rol antagónico.

## Vida personal
En 2000, junto a su entonces esposa Margarita Magaña, procreó a su primer bebe, una niña a la que bautizaron como Shakti. Ambos se divorciaron en 2004.
En 2012, se casó por segunda ocasión, esta vez con la Actriz Jennifer Queipo, con quien tuvo su segundo, una niña a a que llamaron Kala Aspe. Los dos se divorciaron en 2017. 
En 2020, contrajo matrimonió por tercera ocasión, contrayendo nupcias con la cubana Sheyla Ares.

## Filmografía

### Telenovelas
- Me atrevo a amarte (2025).... Padre Juan Diego[3]
- Vivir de amor (2024).... Armando Fuegos[4]
- Soltero con hijas (2019).... Mauricio Mijares[5]
- La piloto (2017-2018).... Arley Mena
- Ruta 35 (2016).... Gavilán
- Las Bravo (2014).... Patricio Alarcón
- La mujer de Judas (2012).... Ernesto Medina
- Entre el amor y el deseo (2010).... Marcio García
- Cuidado con el ángel (2008-2009).... Raúl Soto
- Querida enemiga (2008).... Arturo Sabogal Huerta
- Madre Luna (2007).... Román "Veneno" Garrido
- Las dos caras de Ana (2006-2007).... Ignacio Bustamante
- Mi vida eres tú (2006).... Ricardo Negrete
- La madrastra (2005).... Héctor San Román Fernández
- Amarte es mi pecado (2003).... Rafael Almazán Miranda
- Entre el amor y el odio (2002).... Tobías Morán
- Por un beso (2001).... Anselmo
- Carita de ángel (2001).... Saturno
- La casa en la playa (2000).... Gino Morali
- Primer amor a mil x hora (2000).... Rodolfo "Rudy"
- Por tu amor (1999).... René Higueras Ledesma
- Preciosa (1998).... Gasolina
- Amada enemiga (1997).... Jorge Pruneda
- La culpa (1996).... Toño
- Azul (1996).... Roberto
- María la del barrio (1995).... Aldo Armenteros
- Agujetas de color de rosa (1994).... Estudiante

### Series
- La piloto (2017-2018).... Arley Mena
- Adictos (2009) ... Eduardo "Edy" Ponce
- Tiempo final - Temporada III (2009) - Serie de Televisión - capítulo "Testigo"
- Mujeres asesinas: "Julia, encubridora" (2009)
- ¿Qué nos pasa? (1999)
- Cuento de Navidad (1999)

## Premios y nominaciones

### Premios TVyNovelas
| Año  | Categoría                                 | Telenovela           | Resultado |
| ---- | ----------------------------------------- | -------------------- | --------- |
| 2007 | Mejor actor antagónico                    | Las dos caras de Ana | Nominado  |
| 2006 | Mejor actuación juvenil estelar masculina | La madrastra         | Ganador   |